# 82
82（八十二、はちじゅうに、やそじあまりふたつ）は自然数、また整数において、81の次で83の前の数である。

## 性質
- 82は合成数であり、正の約数は 1, 2, 41, 82 である。
  - 約数の和は126 。
- 27番目の半素数である。1つ前は77、次は85。
- 1/82 = 0.012195… (下線部は循環節で長さは5)
  - 逆数が循環小数になる数で循環節が5になる2番目の数である。1つ前は41、次は123。
- 各位の和が10になる8番目の数である。1つ前は73、次は91。
- 82 = 34 + 1
  - n = 4 のときの 3n + 1 の値とみたとき1つ前は28、次は244。(オンライン整数列大辞典の数列 A034472)
  - n = 3 のときの n4 + 1 の値とみたとき1つ前は17、次は257。(オンライン整数列大辞典の数列 A002523)
- 82 = 12 + 92
  - 異なる2つの平方数の和で表せる24番目の数である。1つ前は80、次は85。(オンライン整数列大辞典の数列 A004431)
  - 82 = 92 + 1
    - n = 2 のときの 9n + 1 の値とみたとき1つ前は10、次は730。(オンライン整数列大辞典の数列 A062396)
    - n = 9 のときの n2 + 1 の値とみたとき1つ前は65、次は101。(オンライン整数列大辞典の数列 A002522)
- 82 = 32 + 32 + 82
  - 3つの平方数の和1通りで表せる38番目の数である。1つ前は78、次は84。(オンライン整数列大辞典の数列 A025321)
- 82 = 12 + 12 + 42 + 82 = 12 + 32 + 62 + 62 = 12 + 42 + 42 + 72 = 22 + 22 + 52 + 72 = 42 + 42 + 52 + 52
  - 4つの平方数の和5通りで表せる最小の数である。次は100。(オンライン整数列大辞典の数列 A025361)
    - 4つの平方数の和 n 通りで表せる最小の数である。1つ前の4通りは52、次の6通りは90。(オンライン整数列大辞典の数列 A025416)
- n = 2 のときの n3 と n を並べてできる数である。1つ前は11、次は273。(オンライン整数列大辞典の数列 A239459)
- 完全数28を逆順に並べた数である。1つ前は6、次は694。(オンライン整数列大辞典の数列 A135624)

## その他 82 に関すること
- 原子番号 82 の元素は、鉛 (Pb)。
- 82 は、核物理学において、2, 8, 20, 28, 50, 126 と共に、原子核中の陽子、もしくは、中性子の数がこれらの数である場合、その原子核は安定しやすくなる、魔法数の一つとして知られている。
- 第82代天皇は、後鳥羽天皇。
- 第82代内閣総理大臣は、橋本龍太郎。
- 第82代ローマ教皇はヨハネス5世（在位：685年7月23日～686年8月2日）である。
- 年始から数えて82日目は3月23日、閏年は3月22日。
- クルアーンにおける第82番目のスーラは裂けるである。
- 国際電話番号の 82 は、大韓民国。
- バーコード規格、EAN の国コード82は、イタリア。
- 八十二銀行は、長野県長野市に本店がある銀行。十九銀行と六十三銀行が合併して成立した。（19 + 63 = 82 から命名）
- 第82空挺師団は、アメリカ陸軍の師団。
- 『82（ワニ）分署』は、篠原とおる原作・画の漫画作品および、それを原作とした映画・オリジナルビデオ作品。
- ダーツ盤の領域は82ヶ所ある。
- 現在公式に認められている大相撲の決まり手は82種類ある。